# Белгијска револуција
Белгијска револуција је био конфликт, који је започео у као побуна у Бриселу у августу 1830. године. Белгија је тада била део Уједињене Краљевине Низоземске. Побуна је довела до успостављања независне, католичке и неутралне Белгије. Независност Белгије је проглашена 4. октобра 1830. године. Краљ Низоземске Вилем I од Низоземске није признао Белгију до 1839. године.
После пораза Наполеона Бечки конгрес је 1815. створио Уједињену Краљевину Низоземску, које је представљало комбинацију Низоземске републике и |Аустријске Низоземске. На Бечком конгресу у почетку се намеравало Пруску наградити хабзбуршком територијом. Пошто је Велика Британија инсистирала на праву да задржи бивше холандске колоније Цејлон и Колонију Кејп у Јужној Африци, као компензацију Низоземској су дали јужне провинције, тј. Белгију.

## Узроци револуције
Белгијска револуција има много узрока.
- Главни узрок је доминација Холанђана у економским и политичким институцијама Уједињене Краљевине Низоземске.
- Други разлог је била разлика религије Белгијанаца католика и низоземског краља
- Третман католичких Валонаца, који су говорили француски језик.

Економија и трговина тадашње Уједињене Краљевине Низоземске је била концентрисана у данашњој Холандији, а посебно у Амстердаму. Белгијанци су имали веома малу контролу над економијом. Холанђани су били за слободну трговину, а мање развијене локалне индустрије Белгије залагале су се за царинску заштиту. Слободна трговина је снижавала цену хлеба, који се правио од жита увезеног са Балтика. У исто време увоз са Балтика је гушио пољопривреду у Белгији.
Бројније холандске провинције представљале су већину у доњем дому скупштине, па су се Белгијанцу осећали премало заступљеним. Белгијанци су највише примедби имали на краља Виљема I од Низоземске, који је био Холанђанин и који је живео у данашњој Холандији и игнорисао је белгијске захтеве за већом аутономијом. Представник краља је био престолонаследник принц Виљем II од Низоземске, који је живео у Бриселу и који је уживао углед у вишим класама, али није био популаран међу валонским сељацима и радницима.
Други разлог белгијске револуције је вера. У Белгији је главна вера била католицизам, а краљева вера је била калвинизам. И данас у Холандији постоји доста католика, али Белгијанци се се сматрали чистим католицима и захтевали су већу улогу цркве. Фламанци су као и Валонци били католици, јер су раније припадали Хабзбуршкој Низоземској. Валонци су са друге стране говорили француски, а Фламанци холандски.
Белгијска револуција је била Валонска револуција. Холандска хегемонија је замењена валонском хегемонијом. Када је победила Белгијска револуција француски језик је постао службени језик, а холандски језик је забрањен у школама. Белгијски грађански законик није преведен на холандски све до 1967. године. Тешка индустрија је била концентрисана у валонским подручјима. Фламанци су се преко 100 година после тога борили за једнакост у Белгији. Тек су федералним уставом из 1980. добили више локалне аутономије по питањима школства и социјале.

## Оперска побуна
Католици су са узбуђењем посматрали развој Јулске револуције у Француској, о којој су се појавили извештаји у новинама. Почетна фаза је била побуна која је избила ноћу 25. августа 1830. након извођења сентименталне и патриотске опере Даниела Обера, која је одговарала буђењу националног романтизма. Маса је после опере изашла на улице узвикујући патриотске слогане и убрзо је преузела владине зграде. Умерени престолонаследник Виљем II од Низоземске је представљао монархију у Белгији. Генерална скупштина га је убедила 1. септембра 1830. да је административно раздвајање севера и југа једино одрживо решење кризе. Његов отац краљ Вилем I од Низоземске одбио је то решење.
Краљ је покушао да силом поврати ред, али краљевска војска није успела да након крвавих уличних борби да заузме Брисел. Борбе су трајале од 23. септембра до 26. септембра. У Бриселу је 26. септембра 1830. проглашена привремена влада, а независност Белгије је проглашена 4. октобра 1830. године. У новембру се састала национална скупштина, која је 7. фебруара 1831. прогласила белгијски устав. Војвода од Немура Сирле де Шокије је одбио да буде краљ, па је именован регентом 25. фебруара 1831. године. Био је регент до 21. јула 1831, када је Леополд I постао краљ Белгије.

## Десетодневни поход
Холандска војска је извршила инвазију Белгије у августу 1831. у десетодневном походу. Победили су белгијске снаге код Хаселта и Лувена. Појава француске армије под командом маршала Жерара зауставила је Холанђане. Победнички почетни поход дао је Холанђанима предност у преговорима, који су уследили после тога.

## Европске силе
Европске силе су биле подељене по питању белгијске независности. Наполеонови ратови су још били свежи у европским сећањима. Када је Француска са новопостављеном јулском монархијом подржала белгијску независност, остале велике силе су одмах кренуле да подржавају очување целовитости Уједињене Краљевине Низоземске. Русија, Пруска, Аустрија и Велика Британија су подржавали холандског краља, бојећи се да ће Француска анектирати Белгију. Ипак ниједна сила није послала војску да помогне низоземској влади, делом и због побуна унутар властитих граница.

## Независна Белгија
Привремена влада је издала прогласила независност 4. октобра 1830. године. Европске силе су 20. децембра 1830. признале де факто белгијску независност. Међутим тек 19. априла 1839. потписан је Лондонски споразум, који су потписале европске силе и Низоземска. Белгија је призната као независна и неутрална држава са границама које су обухватале: Западну Фландрију, Источну Фландрију, Брабант, Антверпен, Хено, Намир, Лијеж, као и Луксембург и Лимбург. Холандска војска је ипак задржала Мастрихт, тако да је задржала источни део Лимбурга са великим рудницима угља.